# Buddy Greene

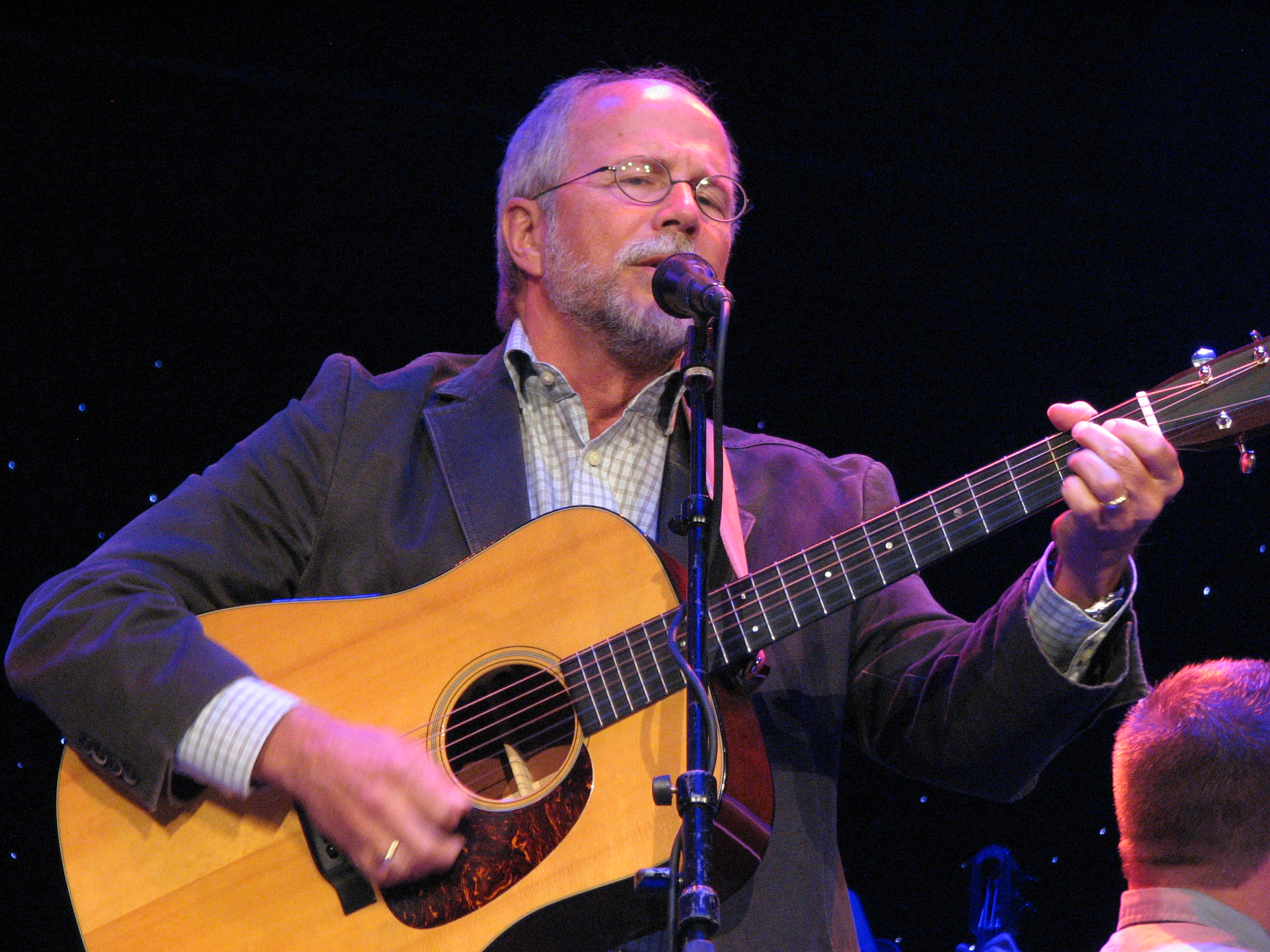
Buddy Greene

Buddy Greene es un compositor, guitarrista y armonicista estadounidense. La mayoría de sus canciones consisten de música gospel, con un toque sureño. Gran parte de su música es influenciada por el Country y el bluegrass. Greene creció en Macon, Georgia. Ha escrito la música de muchas canciones y es coescritor de la canción navideña "Mary, Did You Know?" junto a Mark Lowry; Greene también escribió "Recovering Pharisee" grabada por Del McCoury, y "He Is" grabada por Ashley Cleveland.